# Paksi Endre
Paksi Endre (Budapest, 1958. december 10. –) magyar heavy metal énekes, dalszerző és dalszövegíró, korábban basszusgitáros. A vezető magyar heavy metal zenekarok közé tartozó Ossian frontembere és zenekarvezetője. Paul Trent írói álnéven krimiszerző.

## Pályafutása
Paksi Endre basszusgitáros-énekesként alapító tagja volt a Pokolgép együttesnek 1980-ban, ahonnan 1984 őszén lépett ki. Ezután a Rockwell formációban zenélt, majd 1986-ban Maróthy Zoltánnal közösen megalapította az Ossiant, mellyel legnagyobb sikereit érte el. Meghatározó alakja, énekese és egyik fő dalszerzője volt a zenekarnak.
Az Ossian 1994-es feloszlása után a Wellingtonnal dolgozott, közben pedig regényíróként is kipróbálta magát (Paul Trent írói álnéven írt krimiket). 1998 végén újraindította az Ossiant, ahol a korábbi évekhez hasonlóan meghatározó szerepet tölt be, és tette ismét sikeressé a zenekart.
2000-ben az egykori Pokolgép-énekes Kalapács Józseffel karöltve hozták ki a Pokolgép korai éveiben készült dalokat tartalmazó Az első merénylet című albumot.

## Albumok

### Szóló
- 2023 – Békesség sugárút

### Pokolgép
- 1983 – Kegyetlen asszony (kislemez)
- 1995 – Az utolsó merénylet (koncertalbum)

### Ossian
- 1986 – Demo 86  (demo)
- 1987 – Demo 87  (demo)
- 1988 – Acélszív
- 1989 – Félre az útból
- 1990 – A rock katonái
- 1991 – Ítéletnap
- 1992 – Kitörés
- 1992 – Ossian 86-92  (válogatáslemez)
- 1993 – Emberi dolgok
- 1994 – Keresztút
- 1998 – Koncert  (koncertlemez)
- 1999 – Az utolsó lázadó (mini cd)
- 1999 – Fémzene
- 2000 – Gyújtópontban
- 2001 – Titkos ünnep
- 2002 – Árnyékból a fénybe
- 2003 – Hangerőmű
- 2004 – Tűzkeresztség
- 2005 – A szabadság fantomja
- 2006 – Létünk a bizonyíték  (koncertlemez)
- 2006 – A lélek hangja  (válogatáslemez)
- 2007 – Örök tűz
- 2008 – Küldetés
- 2009 – Best of 1998-2008  (válogatáslemez)
- 2009 – Egyszer az életben
- 2011 – Az lesz a győztes
- 2011 – 25 éves jubileumi koncert  (koncertlemez)
- 2013 – A tűz jegyében
- 2015 – Lélekerő
- 2016 – Fényárban és félhomályban
- 2016 – 30 év legszebb balladái (válogatáslemez)
- 2017 – Az igazi szabadság
- 2019 – A reményhozó
- 2020 – Csak a jót
- 2021 – A teljesség
- 2021 – Most Mi jövünk!
- 2024 – Angyalok és Emberek

### Wellington
- 1995 – A döntő lépés
- 1996 – Szabadon
- 1997 – Végtelen dal

### Kalapács
- 2000 – Az első merénylet

## Írói munkássága
1994 és 1998 között 6 könyve jelent meg, amelyeket a krimi kategóriába lehet leginkább besorolni. A könyvek Paul Trent írói álnév alatt jelentek meg, hogy ne keveredjen a zenei munkásságával, bár az első könyvek után kiderült, hogy ki is áll mögöttük. A regények 2011-ben felújítva megjelentek, és akkor adták ki a korábban meg nem jelent 7. könyvet is.

### Művei
- Angyali szörnyeteg  (1994)
- Nyaralás a pokolban  (1994)
- Démoni Karácsony  (1994)
- Sztárvendég a halál  (1995)
- Lélekharang  (1995)
- Merényletbajnokság  (1998)
- Haláljáték  (2011)

## Külső hivatkozások
- Az Ossian hivatalos honlapja
- Ossian.lap.hu – linkgyűjtemény
- Pokolgép.lap.hu – linkgyűjtemény
- Zene.hu